# Informação sigilosa
Informação sigilosa (por vezes também traduzido do inglês como “informação sensível”) é uma informação ou conhecimento que pode resultar em uma perda de vantagem ou do nível de segurança, caso revelada (divulgada) a outros, que podem ter baixa ou desconhecida confiabilidade ou intenções indetermináveis ou hostis.
Perda, mau uso, modificação ou acesso não autorizado a informação sigilosa pode afetar adversamente a privacidade ou bem-estar de um indivíduo, o segredo comercial de um negócio ou até mesmo a segurança de um país, a depender do nível de sigilo e da natureza da informação.

A informação sigilosa pode variar, desde um simples sigilo de dados médicos de um paciente, dados financeiros de uma empresa, para até mesmo segredos de Estado; nesse último, uma famosa organização - Wikileaks - divulgou uma série de segredos de Estado.